# Maksim Warabej
Maksim Alehawitsch Warabej (belarussisch Максім Алегавіч Варабей; * 10. Dezember 1995 in Baryssau, Minskaja Woblasz) ist ein belarussischer Biathlet. Er erreichte mit der Staffel ein Weltcuppodest und nahm an zwei Olympischen Spielen teil.

## Sportliche Laufbahn
Maksim Warabej gab sein internationales Debüt zu Beginn der Saison 2014/15 in Beitostølen im IBU-Cup und wurde im Sprintrennen 78. Auch nahm er an den Juniorenweltmeisterschaften 2015 im heimischen Minsk teil und wurde Achter im Einzel und Fünfter mit der Staffel. Im Dezember 2015 siegte er beim zweiten jeweils ausgetragenen Junior-Cup-Sprint in Obertilliach. Wenig später startete der Belarusse wieder im IBU-Cup und sorgte in Nové Město na Moravě und Ridnaun mit den Plätzen sieben und sechs für einen Paukenschlag. Nach guten Leistungen bei den Juniorenweltmeisterschaften 2016, wo er als Vierter im Sprint knapp an den Medaillen vorbeischrammte, gab Warabej im kanadischen Canmore sein Weltcupdebüt. Dabei gelang ihm eine weitere Überraschung, denn den Sprint schloss er mit fehlerfreiem Schießen auf dem 19. Platz ab, was bis heute sein bestes Weltcupergebnis darstellt. Sein darauf folgender Start bei den Weltmeisterschaften in Oslo konnte er daran nicht anknüpfen und belegte Platz 79. Im Winter 2016/17 war er konstanter Teil der Weltcupmannschaft, kam aber nur zweimal knapp unter die besten 40. Auch 2017/18 zeigte er keine wirklich nennenswerten Platzierungen, wurde vom belarussischen Verband aber trotzdem für die Olympischen Winterspiele 2018 nominiert und belegte bei seinem einzigen Einsatz im Einzel Rang 39.
In der Saison 2018/19 ging Warabej fast durchgehend im IBU-Cup an den Start, wie auch bei seinen wenigen Weltcupstarts verhinderte dabei eine dauerhaft schlechte Schießquote bessere Ergebnisse. Ein Erfolg war aber der Gewinn der Silbermedaille im Massenstart im Rahmen der Universiade in Krasnojarsk. Noch deutlich erfolgreicher verlief der Winter 2019/20, in welchem der 24-Jährige im Sprint von Ridnaun seinen ersten IBU-Cup-Sieg einfahren konnte und später einen weiteren Podestplatz verbuchen konnte. 2020/21 war er wieder regulärer Teil der Weltcupmannschaft und überzeugte weiterhin mit starken Laufleistungen, vergab aber meist gute Platzierungen am Schießstand. In Kontiolahti gelang ihm dabei als 19. des Sprints die Einstellung seines persönlich besten Weltcupresultates, bei den Weltmeisterschaften belegte er in derselben Disziplin Rang 23. Fünf weitere Male gelang Warabej in der Saison 2021/22 eine Platzierung in den Punkterängen; größeren Erfolg hatte er aber mit der Männerstaffel, die im Saisonverlauf zwei sechste Plätze erreichte. In Ruhpolding gelang ihm zudem an der Seite von Mikita Labastau, Dsmitryj Lasouski und Anton Smolski der dritte Rang und damit Warabejs erste Podestplatzierung. An dritter Stelle laufend, hielt er dabei die Mannschaft mit der schnellsten Kurszeit aller Athleten (beispielsweise vor Martin Ponsiluoma und Benedikt Doll) an der Spitze des Feldes. Seine zweiten Olympischen Spiele endeten mit Platzierungen außerhalb der besten 70 enttäuschend; von den Rennen im Anschluss wurde er gesperrt, da aufgrund des russischen Überfalls auf die Ukraine sämtliche Athleten aus Russland sowie Belarus ausgeschlossen wurden.
Seit Beginn der Saison 2022/23 tritt Warabej im für die ausgeschlossenen Nationen neu geschaffenen Commonwealth Cup an und konnte sich mehrfach im Vorderfeld klassieren. 2023 und 2024 belegte er dabei den achten respektive siebten Rang der Gesamtwertung und war damit der jeweils drittbeste Athlet seines Landes. Einen Platz auf dem Podest konnte er allerdings weder in diesen Jahren noch im Winter 2024/25 verwirklichen.

## Statistiken

### Weltcupplatzierungen
Die Tabelle zeigt alle Platzierungen (je nach Austragungsjahr einschließlich Olympische Spiele und Weltmeisterschaften).
- 1.–3. Platz: Anzahl der Podiumsplatzierungen
- Top 10: Anzahl der Platzierungen unter den ersten zehn (einschließlich Podium)
- Punkteränge: Anzahl der Platzierungen innerhalb der Punkteränge (einschließlich Podium und Top 10)
- Starts: Anzahl gelaufener Rennen in der jeweiligen Disziplin
- Staffel: inklusive Mixed- und Single-Mixed-Staffeln

| Platzierung               | Einzel | Sprint | Verfolgung | Massenstart | Staffel | Gesamt |
| ------------------------- | ------ | ------ | ---------- | ----------- | ------- | ------ |
| 1. Platz                  |        |        |            |             |         |        |
| 2. Platz                  |        |        |            |             |         |        |
| 3. Platz                  |        |        |            |             | 1       | 1      |
| Top 10                    |        |        |            |             | 7       | 7      |
| Punkteränge               | 3      | 9      | 4          |             | 21      | 37     |
| Starts                    | 13     | 34     | 15         |             | 21      | 83     |
| Stand: Saisonende 2021/22 |        |        |            |             |         |        |

### Weltcupwertungen
Ergebnisse bei Biathlon-Weltcups (Disziplinen- und Gesamtweltcup) gemäß Punktesystem:
| Saison  | Einzel | Einzel | Sprint | Sprint | Verfolgung | Verfolgung | Massenstart | Massenstart | Gesamt | Gesamt |
| Saison  | Platz  | Punkte | Platz  | Punkte | Platz      | Punkte     | Platz       | Punkte      | Platz  | Punkte |
| ------- | ------ | ------ | ------ | ------ | ---------- | ---------- | ----------- | ----------- | ------ | ------ |
| 2015/16 | –      | –      | 68.    | 22     | –          | –          | –           | –           | 76.    | 22     |
| 2016/17 | 66.    | 1      | 77.    | 8      | –          | –          | –           | –           | 90.    | 9      |
| 2017/18 | –      | –      | 84.    | 5      | –          | –          | –           | –           | 94.    | 5      |
| 2019/20 | 50.    | 13     | –      | –      | –          | –          | –           | –           | 81.    | 13     |
| 2020/21 | –      | –      | 42.    | 52     | 69.        | 8          | –           | –           | 57.    | 60     |
| 2021/22 | 50.    | 6      | 77.    | 13     | 49.        | 31         | –           | –           | 66.    | 50     |

### Olympische Winterspiele
Ergebnisse bei Olympischen Winterspielen:
|                                             | Einzelwettbewerbe | Einzelwettbewerbe | Einzelwettbewerbe | Einzelwettbewerbe | Staffelwettbewerbe | Staffelwettbewerbe |
| Einzel                                      | Sprint            | Verfolgung        | Massenstart       | Männerstaffel     | Mixedstaffel       |                    |
| ------------------------------------------- | ----------------- | ----------------- | ----------------- | ----------------- | ------------------ | ------------------ |
| Olympische Winterspiele 2018 \| Pyeongchang | 39.               | –                 | –                 | –                 | –                  | –                  |
| Olympische Winterspiele 2022 \| Peking      | 86.               | 71.               | –                 | –                 | 8.                 | –                  |

### Weltmeisterschaften
Ergebnisse bei Weltmeisterschaften:
| Weltmeisterschaften | Weltmeisterschaften | Einzelwettbewerbe | Einzelwettbewerbe | Einzelwettbewerbe | Einzelwettbewerbe | Staffelwettbewerbe | Staffelwettbewerbe | Staffelwettbewerbe |
| Jahr                | Ort                 | Einzel            | Sprint            | Verfolgung        | Massenstart       | Männerstaffel      | Mixedstaffel       | S.-M.-Staffel      |
| ------------------- | ------------------- | ----------------- | ----------------- | ----------------- | ----------------- | ------------------ | ------------------ | ------------------ |
| 2016                | Oslo                | –                 | 79.               | –                 | –                 | –                  | –                  | nicht ausgetragen  |
| 2017                | Hochfilzen          | –                 | 82.               | –                 | –                 | 19.                | –                  | nicht ausgetragen  |
| 2020                | Antholz             | 79.               | –                 | –                 | –                 | –                  | –                  | –                  |
| 2021                | Pokljuka            | 53.               | 23.               | 50.               | –                 | 9.                 | –                  | –                  |

### Juniorenweltmeisterschaften
Ergebnisse bei Juniorenweltmeisterschaften:
| Weltmeisterschaften | Weltmeisterschaften | Einzelwettbewerbe | Einzelwettbewerbe | Einzelwettbewerbe | Männerstaffel |
| Jahr                | Ort                 | Einzel            | Sprint            | Verfolgung        | Männerstaffel |
| ------------------- | ------------------- | ----------------- | ----------------- | ----------------- | ------------- |
| 2015                | Minsk               | 8.                | 16.               | 17.               | 5.            |
| 2016                | Cheile Grădiștei    | 10.               | 9.                | 4.                | –             |

### IBU-Cup-Siege
| Nr. | Datum         | Ort     | Disziplin |
| --- | ------------- | ------- | --------- |
| 1.  | 14. Dez. 2019 | Ridnaun | Sprint    |

### Junior-Cup-Siege
| Nr. | Datum         | Ort          | Disziplin |
| --- | ------------- | ------------ | --------- |
| 1.  | 13. Dez. 2015 | Obertilliach | Sprint    |